# Улрих Бетак
Улрих Евалд Бертолд Бетак (Штетин, 2. мај 1897 — Беч, 20. април 1959) био је аустријски глумац, сценариста и позоришни редитељ. Посебно је био познат по свом раду као карактерни глумац у Бургтеатру у Бечу; поред позоришне, имао је и прилично опсежну филмску каријеру.
Као глумац имао је наступе у Олденбургу, Франкфурту на Мајни и Берлину (1917-1927). Бетак је 1927. дошао у бечки Бургтеатар, где је од 1936. радио и као редитељ. Осим турнеје по Јужној Америци (1934), Бетак је био непрекидно ангажован у Бургтеатру до своје смрти. Био је камерни глумац и одликован је Почасним прстеном Бургтеатра (1934). 1938/1939 био је привремени управник Бургтеатра. 
Био је и политички активан: од фебруара 1933. био је активан у националсоцијалистичкој фабричкој ћелијској организацији Бургтеатра, а од 1. маја 1938. био је члан Националсоцијалистичке немачке радничке партије (НСДАП). Од 11. маја 1939. до 31. августа 1944. био је одборник.
После Другог светског рата, Бетак се посветио филму и радију као глумац, сценариста и редитељ. Био је и извршни председник кампање „Уметници помажу уметницима“ и председник сценског синдиката.

## Изабрана филмографија[2]
- Девојка са Каприја (The Girl from Capri, 1924)
- Господарица Монбижуа (The Mistress of Monbijou, 1924)
- Лажна срамота (False Shame, 1926)
- Ноћ у хотелу Гранд (A Night at the Grand Hotel, 1931)
- Врати ми се (Come Back to Me, 1944)
- Мистериозне сенке (Mysterious Shadows, 1949)
- Дуел са смрћу (Duel with Death, 1949)
- 1. априла 2000 (1. April 2000, 1952)
- Кнал анд Фал као преваранти (Knall and Fall as Imposters, 1952)
- Велико искушење (The Great Temptation, 1952)
- Авантура у Бечу (Adventure in Vienna, 1952)
- Арлет осваја Париз (Arlette Conquers Paris, 1953)
- Разведена (The Divorcée, 1953)
- Маска у плавом (Mask in Blue, 1953)
- Вечни валцер (The Eternal Waltz, 1954)
- Сиси (Sissi, 1955)
- Андре и Урсула (André and Ursula, 1955)
- Моцарт (Mozart, 1955)
- Гец фон Берлихинген (Goetz von Berlichingen, 1955)
- Сиси – Млада царица (Sissi – The Young Empress, 1956)